# Ojojona
Ojojona é uma cidade hondurenha do departamento de Francisco Morazán.